# 姚鼐

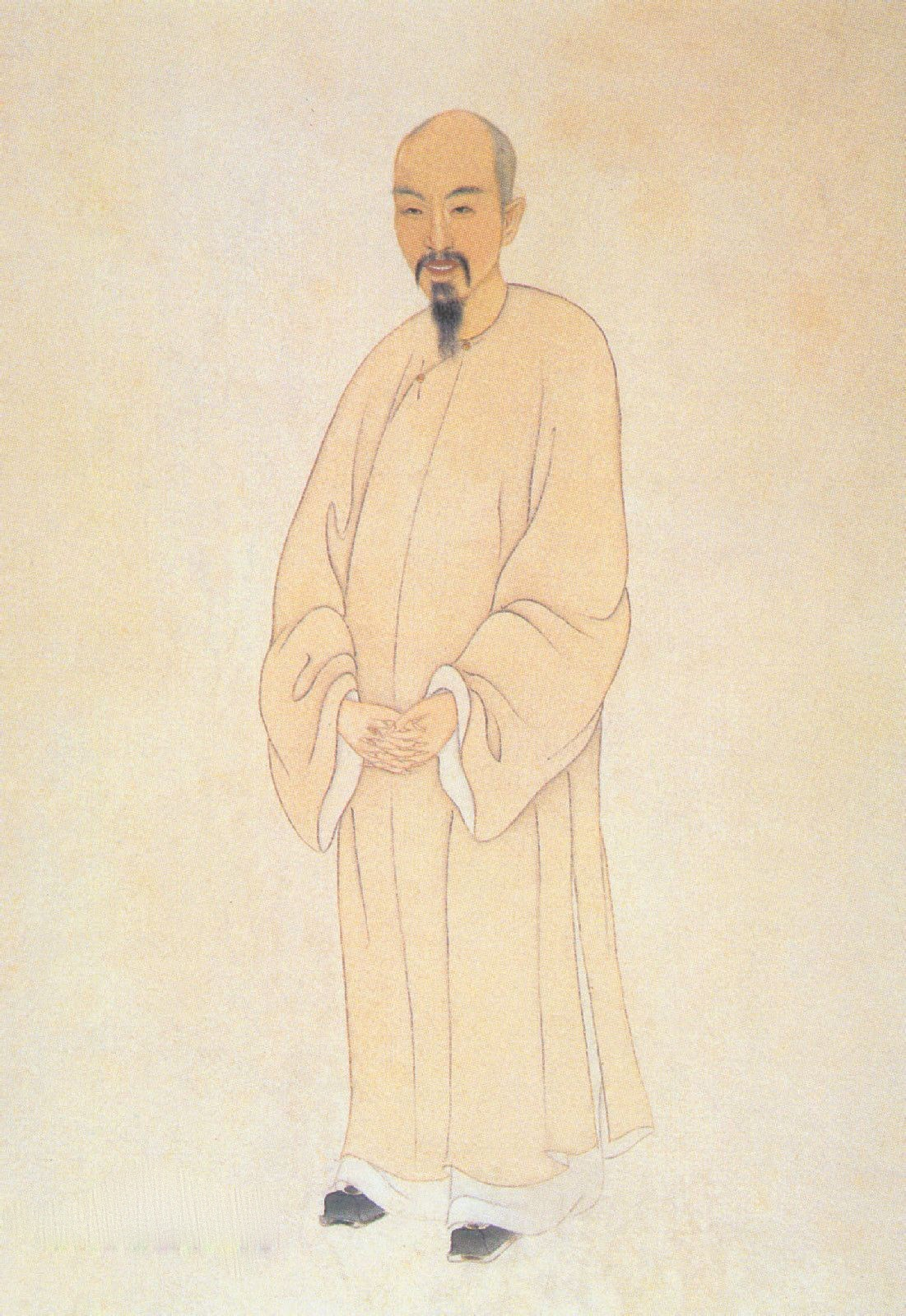
姚鼐

姚 鼐（よう だい、雍正9年（1731年） - 嘉慶20年（1815年））は、中国清代の散文家・能書家。字は姫伝、号は夢穀などがある。堂号は惜抱軒（せきほうけん）で、これにより惜抱先生と呼ばれた。安徽省安慶府桐城県（現在の安徽省銅陵市樅陽県）の出身。古文学を標榜する桐城派の礎を築き、桐城派文人の巨頭といわれた。また、能書家としての評価も頗る高く、柔軟な書風を能くした。

## 業績・経歴
姚鼐は清朝一代を通じて第一流の古文作家であった。また、書法においても極めて優れた手腕をもっており、その書は行草・行楷を中心とし、来源には董其昌や王献之が指摘される。その行草は董其昌にせまると評され、また、彼の温和な人格が書ににじみでていて、少しも気取らぬ高潔な趣をたたえている。
少年のころより伯父の姚范に古典の学を、伯父の友人の劉大櫆（1698年 - 1779年）より古文を学び、乾隆28年（1763年）、科挙に及第した。官は刑部郎中に至るが、病気を理由に辞し、郷里の書院で教鞭を執った。そして、以後40余年にわたり後進の育成に余生をささげた。
代表的な著述に、古文学の大成というべき『古文辞類纂』（こぶんじるいさん、75巻）がある。また、『惜抱軒法帖題跋』（せきほうけんほうじょうだいばつ、3巻）には、王羲之を中心とした晋人の法帖に対し、釈文と題跋を収録している。その他、著述は数多くあるが、そのすべては『惜抱軒叢書』・『惜抱軒全集』・『惜抱軒遺書』にまとめられている。